# Túszper
A túszper (hivatalos nevén Amerikai Egyesült Államok kontra Wilhelm List és társai per) a második világháborút követő számonkérés egyik pere volt, egyike annak a 12 pernek, melyet az amerikai hatóságok Nürnbergben, a helyi igazságügyi palotában tartottak (fontos kihangsúlyozni, hogy az ún. nürnbergi perrel ellentétben ez a per nem a nemzetközi bíróság, hanem egy amerikai hadbíróság előtt zajlott). A pert a kortársak délkeleti ügy néven is emlegették, mert a vádlottak mind olyan tábornokok voltak, akik a háború alatt a megszállt Jugoszláviában, Albániában és Görögországban teljesítettek szolgálatot és - a vád szerint - parancsukra helyi civileket ejtettek túszul, akiket partizántevékenység esetén megtorlásként kivégeztettek. A 12 vádlott közül egy (Franz Böhme) még a vádirat átvétele előtt öngyilkosságot követett el, Maximilian von Weichs Generalfeldmarschall ellen pedig egészségügyi okok miatt felfüggesztették a tárgyalást. A bíróság 1948. február 19-én hozott ítéletével két vádlottat felmentett, két főt életfogytiglani börtönbüntetésre, hat főt 7-től 20 évig terjedő börtönbüntetésre ítélt.

## A per

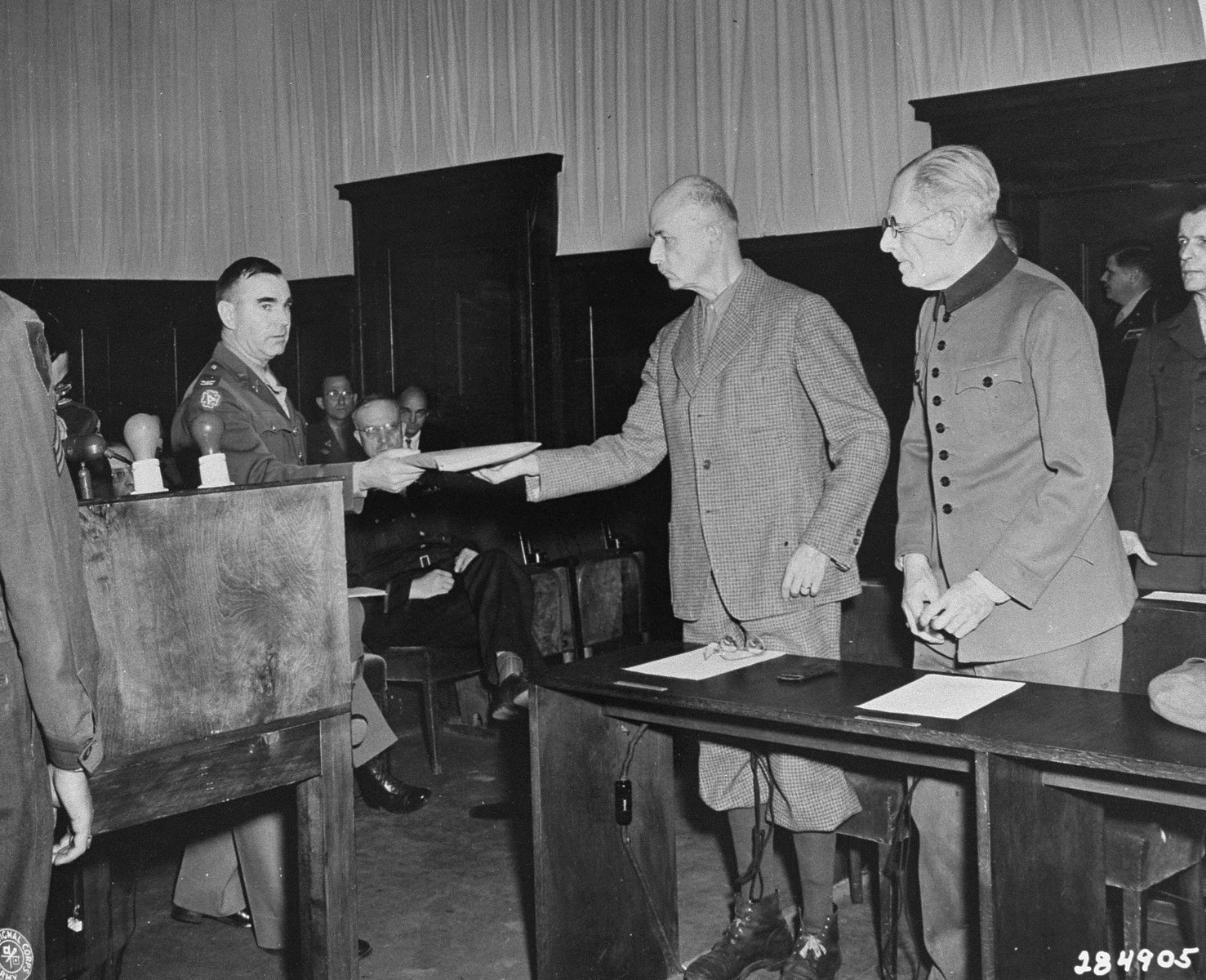
Wilhelm List átveszi a vádiratot. Mellette Maximilian von Weichs.

A túszper 1947. július 8-án vette kezdetét, a nürnbergi amerikai katonai törvényszék előtt, a tárgyalásokat ugyanabban a teremben tartották, melyben korábban a nürnbergi per is zajlott. A per során elnöklő amerikai hadbíró Charles Wennerstrum volt, a főügyész Telford Taylor.
A vádlottakat háborús- és emberiesség elleni bűntettek elkövetésével vádolták, négy fő vádpontot fogalmaztak meg velük szemben, mely szerint:
1. Tömeggyilkosságot követtek el görög, jugoszláv és albán civilek ezrei ellen, túszejtés illetve a túszok kivégzése révén.
2. Városok és falvak elpusztítására adtak parancsot az említett országokban.
3. Hadifoglyokat (partizánokat) végeztettek ki, megtagadva tőlük a hadifogolystátuszt.
4. Koncentrációs táborokba deportáltattak jugoszláv, albán és görög civileket.

A per során a bíróság két alapvető kérdéssel szembesült: hivatalos hadviselő félnek tekinthetőek-e a partizánok, illetve a túszejtés és civilek elleni megtorlás tekinthető-e jogosnak hadi körülmények között. A partizán-kérdés esetében a bíróság az 1907-es hágai egyezmény vonatkozó paragrafusaira hivatkozott, mely szerint nem tekinthetőek reguláris hadviselőfélnek a felségjelzést nem használó vagy uniformis nélkül harcoló fegyveresek, így a hadifogolystátusz sem vonatkozik rájuk. A bíróság így a harmadik vádpontban nem találta bűnösnek a vádlottakat.
A túszejtés kérdésében a bíróság arra az álláspontra jutott, hogy a „túszejtés és a túszok lelövése bizonyos körülmények között törvényes, mint egy végső lehetőség a béke biztosítására egy elfoglalt területen és elősegítheti a törvény megszilárdítását az adott területen.” A bíróság még megemlítette, hogy úgy a brit, mint az amerikai hadijog megemlíti a túszejtést és a túszok kivégzését, mint lehetséges megtorlási eszközt. A vádlottak többségét azonban a civilek elleni atrocitásokban mégis bűnösnek találták, azzal indokolva, hogy az általuk alkalmazott megtorló intézkedések mértéke meghaladta azt a mértéket, mely még jogszerűnek tekinthető.
A vádlottak tagadták bűnösségüket, felsőbb parancsra (elsősorban a nürnbergi perben halálra ítélt és kivégzett Wilhelm Keitel parancsaira) hivatkoztak. A bíróság ezt a védekezést csak az alacsonyabb rangú tisztek esetében fogadta el, de Wilhelm List és Walter Kuntze esetében nem, arra hivatkozva, hogy felsőbb parancsnokokként kötelesek lettek volna a nemzetközi hadijogot megsértő parancsokkal szembeszegülni.
Az 1948. február 19-én hozott ítéletben életfogytiglani börtönbüntetésre ítélték Wilhelm Listet és Walter Kuntzet, 20 év börtönt kapott Lothar Rendulic és Wilhelm Speidel, 15 év börtönt Hellmuth Felmy, 12 év börtönt Hubert Lanz, 10 év börtönt Ernst von Leyser, 7 év börtönt Ernst Dehner, míg Kurt Ritter von Geitnert és Hermann Foertscht felmentették.